# Малое Яниково
Ма́лое Яни́ково (чув. Пӗчӗк Енккасси) — деревня Урмарского района Чувашской Республики Российской Федерации. В рамках организации местного самоуправления входит с 2023 года в Урмарский муниципальный округ. До 2023 года — в составе Большечакинского сельского поселения. Население 109 человек (2015), преимущественно чуваши.

## География
Расположен в северо-восточной части региона, в пределах Чувашского плато, на расстоянии 57 км от Чебоксар, 11 км до райцентра Урмары.

### Климат
В деревне, как и во всём районе, климат умеренно континентальный с продолжительной холодной зимой и довольно тёплым сухим летом. Средняя температура января −13 °C; средняя температура июля 18,7 °C. За год выпадает в среднем 400 мм осадков, преимущественно в тёплый период. Территория относится к I агроклиматическому району Чувашии и характеризуется высокой теплообеспеченностью вегетационного периода: сумма температур выше +10˚С составляет здесь 2100—2200˚.

## История
Деревня образовалась в XIX веке, как околоток деревни Большое Яниково. В 1930 образован колхоз «Ударник».

### Административно-территориальная принадлежность
С XIX века по 1927 год в составе Яниково-Шоркисринской волости Цивильского уезда, с 1927 года в составе Урмарского района.
Входила (с 2004 по 2022 гг.) в состав Большечакинского сельского поселения муниципального района Урмарский район.
К 1 января 2023 года обе муниципальные единицы упраздняются и деревня входит в Урмарский муниципальный округ.

## Население
| 1906 | 1926 | 1939 | 1979 | 2002 | 2010 | 2015 |
| ---- | ---- | ---- | ---- | ---- | ---- | ---- |
| 385  | 313  | 417  | 171  | 148  | 127  | 109  |

## Инфраструктура
Личное подсобное хозяйство. Основа экономики — сельское хозяйство 

## Транспорт
Деревня доступна автотранспортом.